# HD 179070
HD 179070 eller Kepler-21, är en ensam stjärna belägen i den mellersta delen av stjärnbilden Lyran. Den har en skenbar magnitud av ca 8,25 och kräver en kraftig handkikare eller ett mindre teleskop för att kunna observeras. Baserat på parallax enligt Gaia Data Release 3 på ca 9,22 mas, beräknas den befinna sig på ett avstånd på ca 354 ljusår (ca 109 parsek) från solen. Den rör sig närmare solen med en heliocentrisk radialhastighet på ca -19 km/s.

## Egenskaper
HD 179070 är en gul till vit underjättestjärna i huvudserien av spektralklass F6 IV. Den har en massa som är ca 1,4 solmassa, en radie som är ca 1,9 solradie och utsänder energi från dess fotosfär motsvarande ca 5,2 gånger solen vid en effektiv temperatur av ca 6 300 K. Stjärnan var den ljusstarkaste stjärna som värd för en bekräftad planet som observerats av Kepler fram till upptäckten 2018 av en exoplanet som kretsar kring HD 212657.

## Planetsystem
Den enda kända planet som kretsar kring HD 179070 identifierades som en kandidat baserat på fotometri från de första fyra månaderna av data från rymdteleskopet Kepler. Bekräftelse erhölls 2012 efter omfattande uppföljningsobservationer och analys av Keplers ljuskurvor.
Planetens beräknade densitet är ungefär 6,4 g/cm3, motsvarande jordens 5,5 g/cm3, vilket tyder på en stenig sammansättning. Med en jämviktstemperatur på 2 025 K är de översta några hundra kilometerna av planeten troligen smälta.
Beräkningar baserade på tidvatteneffekter resulterar i en minskning av planetens omloppsperiod med 3,88 millisekunder per år, vilket betyder en förändring på endast 4 sekunder per tusen år som gör den omöjlig att observera under någon rimlig tidsperiod.
| Planet | Massa        | Halv storaxel (AE)    | Siderisk omloppstid (d) | Excentricitet | Inklination  | Radie            |
| ------ | ------------ | --------------------- | ----------------------- | ------------- | ------------ | ---------------- |
| b      | 7,5 ± 1,3 M🜨 | 0,0427172 ± 0,0000003 | 2,7858212± 0,0000032    | 0,02 ± 0,1    | 83,20 ± 0,26 | 1,639 ± 0,015 R🜨 |